# Saints and Sinners (Kane Roberts)
Saints and Sinners è il secondo album in studio di Kane Roberts, pubblicato nel 1991 per l'etichetta discografica Geffen Records.

## Tracce
1. Wild Nights (Arthur Funaro, Desmond Child, Kane Roberts, Steve Steele)
2. Twisted (Diane Warren, Child, Roberts)
3. Does Anybody Really Fall in Love Anymore? (Jon Bon Jovi, Richie Sambora, Child, Warren)
4. Dance Little Sister (Jack Ponti, Vic Pepe, Child, Roberts)
5. Rebel Heart (Funaro, Child, Steele)
6. You Always Want It (Child, Steele)
7. Fighter (Child)
8. I`m Not Lookin' for an Angel (John McCurry, Child)
9. Too Far Gone (Funaro, Child, Steele)
10. It's Only Over for You (Funaro, Child, Roberts)

## Formazione
- Kane Roberts - voce, chitarra, tastiere
- John McCurry - chitarra
- Steve Steele - basso
- Myron Grombacher - batteria
- Chuck Kentis - tastiere